# Danza de los aucas

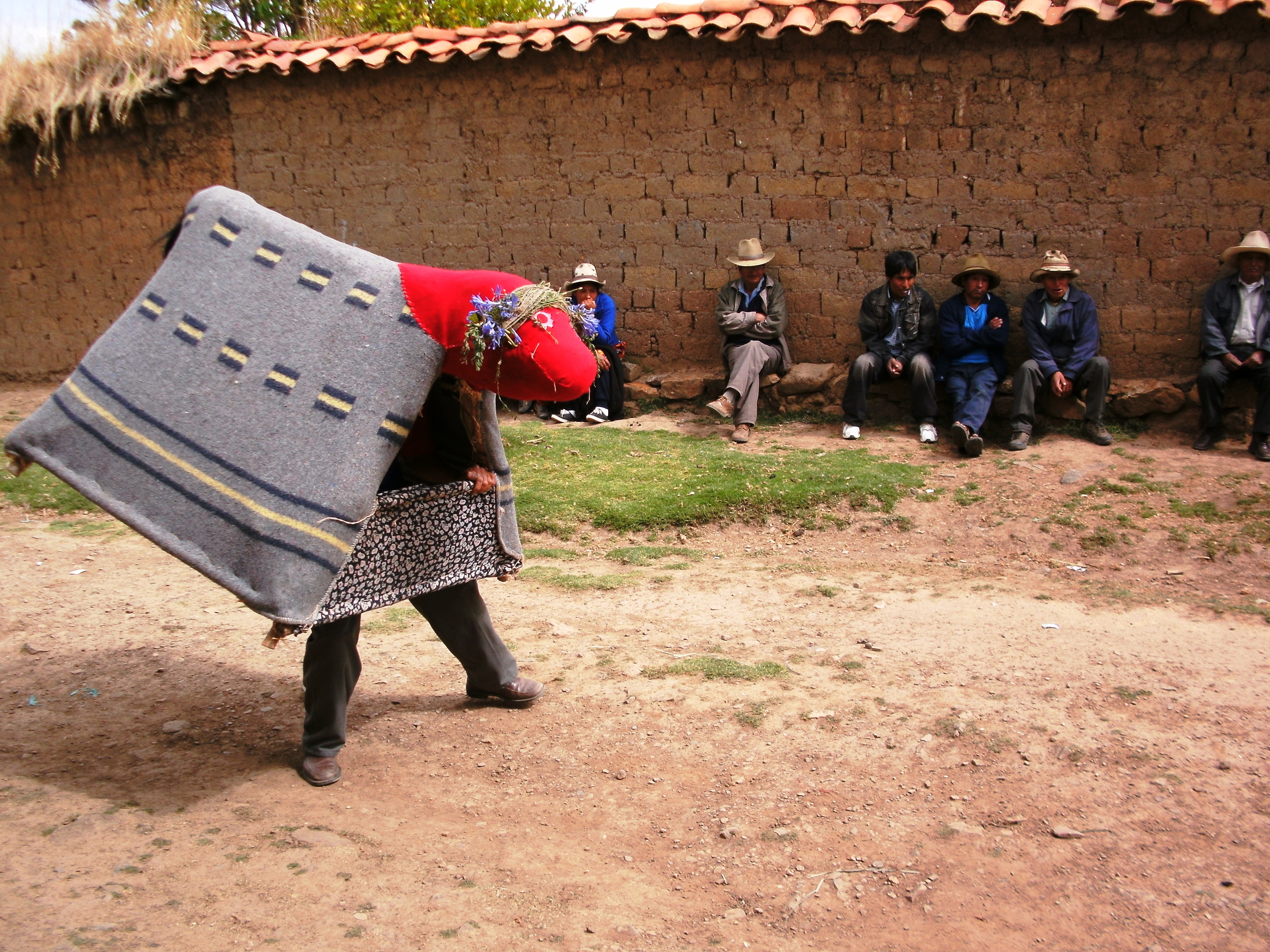
El chúcaro y pícaro toro

Aucas (castellanizando) Awqa tushu ( en quechua I norteño) es una danza en pueblos aledaños al río Marañón ( tramo sur);   se ejecuta en Piscobamba (Áncash), con motivo de la fiesta de la Virgen de las Mercedes, los días 25, 26 y 27 de septiembre. También esta danza la estilan en Huántar (Huari), en Singas ( Huamalíes). Junto con la Tinya palla en pareja: teatralizan una historia plurimilenaria del poblamiento de los escarpados ámbitos del Alto Marañón y los continuos desplazamientos tribales por hambruna en estos ámbitos.
En la representación de esta danza nativa se lee una posible historia de acciones que se esconden en los umbrales del tiempo indescifrable, sin embargo reivindicado por la tradición.En esta fisonomía se alinean dos danzas, denominadas: Auca -Awqa-runa en runashimi- y Tinya palla.

## Ámbito geográfico

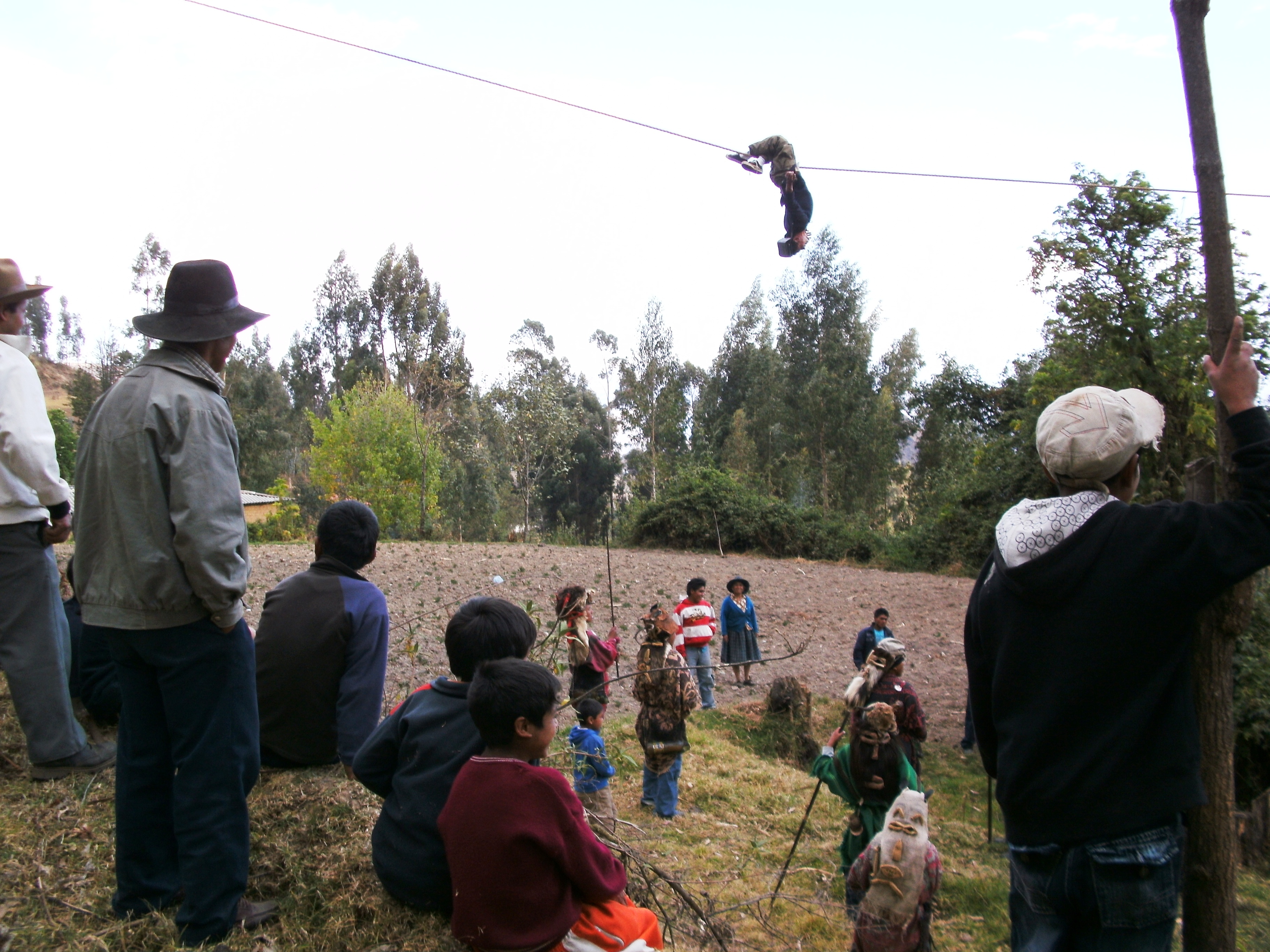
El paso acrobático del huaro, sobre el supuesto río Marañón

Previamente, se va a determinar el aspecto etimológico. Diego González Holguin  en su Lengua QQuichua o del Inca dedica 18 entradas, las que conllevan el término aucca. Interesan, aucca o hayu que significa enemigo o adversario; también auccak, soldado. Estas dos voces con grafías modernas se escriben: awqay awqaq- ciertamente en el runasimi de Áncash-.
De todasmaneras, son voces que nombran a individuos, acciones, componentes, armas o instrumentos que acompañaban las luchas bélicas en el Perú precolombino.Por lo mismo la voz compuesta awqa runa se refiere a un contingente de guerreros, cuyos desplazamientos ocurrieron en la época de la difusión de los asentamientos agrícolas. Estas danzas aparecen en diferentes pueblos del Perú.

### En Áncash
Con toda seguridad, en la fecha, como danza de guerreros trashumantes selvícolas, se presentan en Piscobamba-capital de la provincia de Mariscal Luzuriaga- y en Huántar-distrito de la provincia de Huari.

### En otras regiones
En la región de Huánuco, concretamente en la provincia de Huamalíes, en Singa el 14 de septiembre; y en Tantamayo el 21 de septiembre. Además en la región de Cusco: en la provincia de Paucartambo, con motivo de la fiesta de la Virgen del Carmen, hace su aparición esta danza, que se denomina awqa chileno.

## Fecha de presentación
Tanto en Piscobamba cuanto en Huántar hacen su aparición con motivo de la celebración de La fiesta de la Virgen de las Mercedes- conocido localmente como «Mama Millshi»´-. Se presenta el 26 de septiembre en Piscobamba y el 24 del citado mes, en Huántar.

## Indumentaria

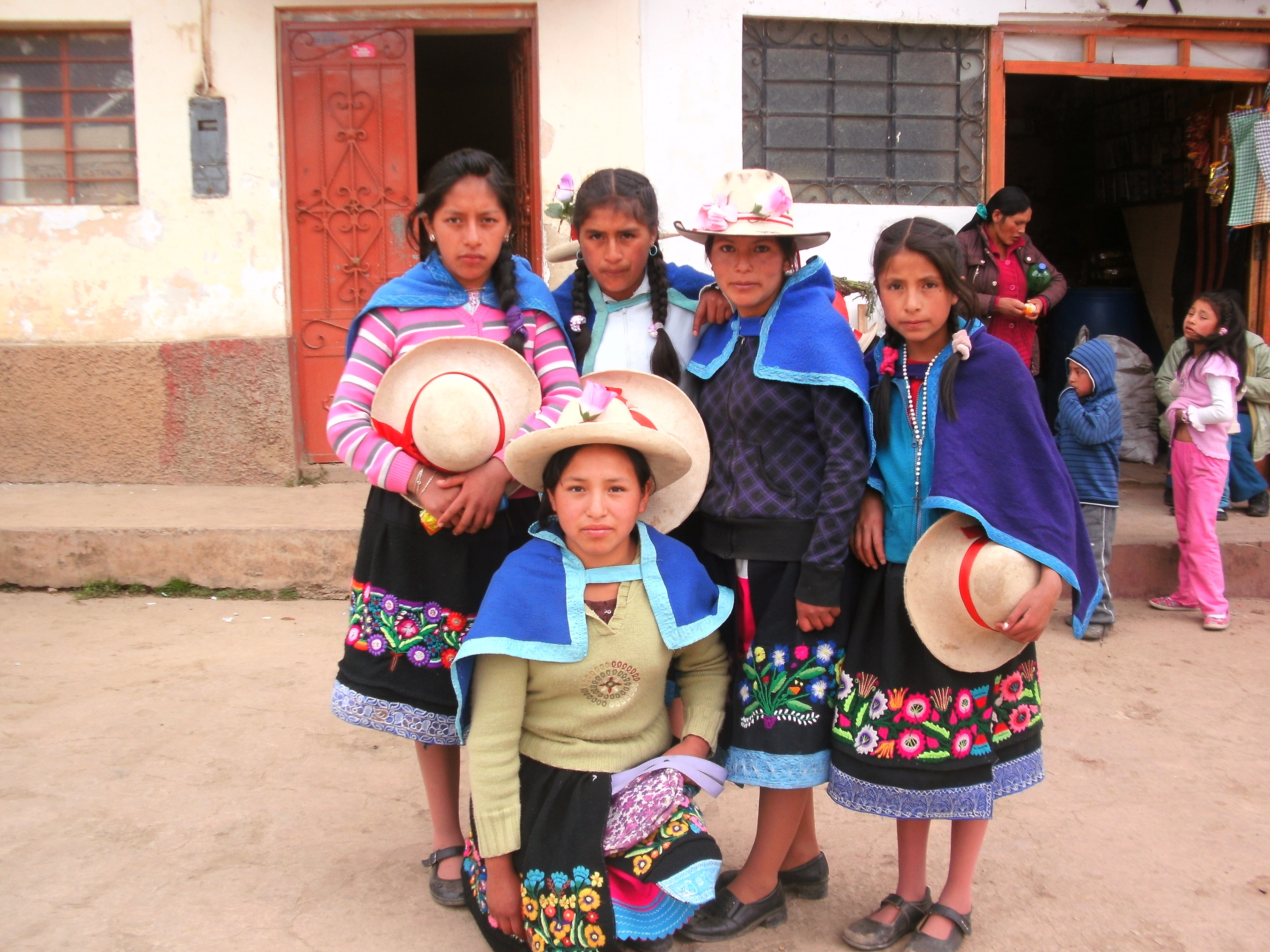
Ramillete de pallas (princesas)

Cubren su cabeza con una especie de cofia ordinaria, de la cual pende hacia adelante una máscara de tela. Sobre ella se han inscrustado piecillas de madera que parecen ojos, nariz faliforme y labios rectangulares,  todo conlleva salpicones de pintura. Se cubren el cuerpo con colchas cerradas hacia adelante; a modo de banda, llevan cordones portadores de conchas de moluscos, wayruros y otros aditamentos que muestren su procedencia selvícola. El cordón termina en una bolsa-«shikra» en runa shimi-donde ocultan limas, limones,naranjas.Llevan una vara o pértiga de chonta ( variedad de palmera en Perú) de dos y medio metros de longitud (2,5 m), de 3cm de diámetro, de color negro plomizo, de suficiente resistencia para levantar hasta dos personas adultas.

## Música y coreografía

### Quiénes danzan
Conforman el elenco dancístico 5 varones adultos, un niño. El que va adelante se llama «Maman awqa» y un niño con la misma indumentaria, se denomina «llullun awqa»; este va detrás del «maman awqa» agarrándose de una cola de puma cosida al fondillo del precedente. La presencia de una guiadora simbólica y un niño  en esta danza, denota el desplazamiento de una tribu agresiva de menor desarrollo cultural.

### Música monocorde y desplazamiento
La música la provee un cajero, quien únicamente percute sobre el pergamino con un macillo, llamado «shaka-shawka». Los danzantes se desplazan, por las calles, zigzagueando y cambiando la chonta de una mano a otra, la que se ve oblicua respecto de la vertical. De rato en rato, emiten sonidos guturales como ¡jo, jo, jo ! A modo de ocurrencia se acercan a un descuidado y lanzan por los aires su sombrero; les sorprende el tañido de la campana, por lo que tratan de arrimarse, como si esperasen un ataque. También acompaña un toro de armazón de madera, cargado por un mozallón fornido. Va detrás del toro un bailarín, el «awkin» el depositario de la sabiduría de la floresta; va arreando con un chicotiillo que lo restalla de vez en cuando.

### Ofrecimiento reverencial
En plan de ofrenda ritual, ante un personaje de respeto, estilan desplegar su danza. Se ponen en rueda con las chontas cuyas puntas convergen en el suelo,, giran en 360°, en seguida el llullun awqa da la vuelta cruzando cada una de las chontas. Finalmente, atraviesan en aspa las chontas, sobre su intersección monta el niño o llullun awqa. A quien lo lanzan hacia los aires, creando un suspenso entre los mirones. Lo bajan y alegremente, bailan la música marcial de «Korpus».

### Parodia de ayuntar
En seguida, el awkin y el toro, con un fondo majadero de marinera serrana, exhiben un toreo indiscreto y burlesco, pañuelo en alto y rojo con la musiquilla que sale del corazón de un pincullo andino, el espectáculo de los diestros de luces queda chico.Los pases ocurrentes terminan en una especie de paroxismo; el toro trata de encimar y aparear al vejete. Este se escapa y le avienta a un mirón descuidado, sobre éste el toro simula una parodia copulatriz. Y la risa global, jocunda estalla en el animado mundillo de los seguidores.

## Teatralización
El día 27 de septiembre se realiza esta modalidad de teatro popular, con desplazamientos en diferentes espacios físicos. Empieza,a primeras de este día llamado de la «presentación», con el

### Carteo

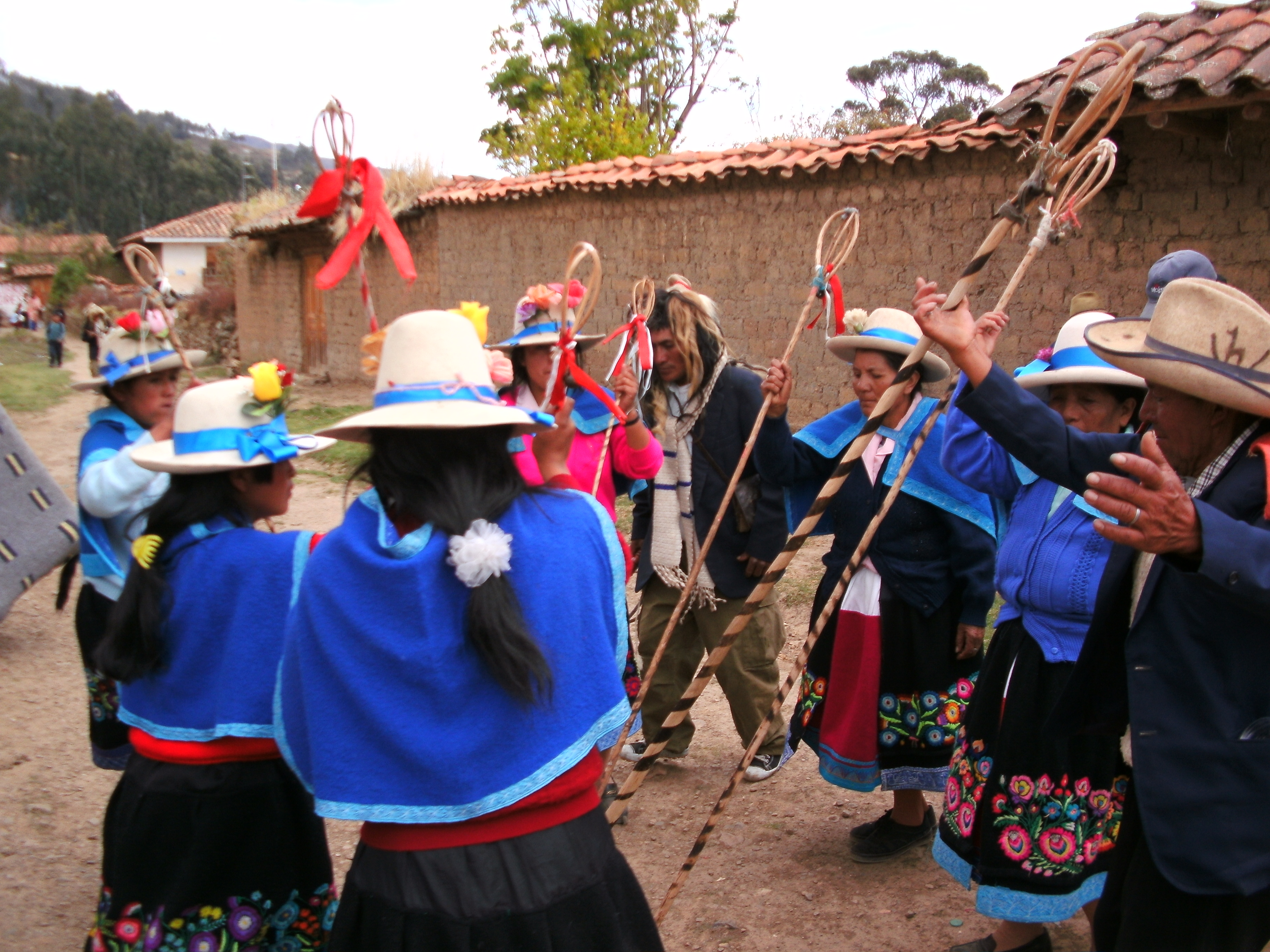
Las pallas iniciando el baile de ofrenda

Los jóvenes guerreros, con la complicidad de un escribiente, remiten cartas, en hojas de papel abiertas, a la varonas de «Tinya palla», donde dan cuenta de su pujanza viril, y sus excelencias falométricas. Ante tanta jactancia, responden las pretendidas que no tienen ningún temor, con tal de que sean capaces en el laboreo de la tierra y entren a tareas para sustentar una comunidad vigorosa. En la tarde los invasores, pues vienen de la selva, se internan en los bosques de eucalipto aledaños, de donde lanzan sonidos guturales, semejantes a reclamos de animales de las marañas.

### Acercamiento
Los awqa, con su música de percusión algo marcial, van bajando para el 'cruce del río' o «waru tsinpay»; de igual modo, las bailarinas, con su música y canto melodioso y presentidor de encuentros inciertos,  se aproximan al sitio donde darán la bienvenida a los extraños, de allende las serranías y las frondas. Se ha tendido un cable de nailon de 50 m de largo a una altura de 20 m, atados sus cabos a sendos altos eucaliptos.

### Waru tsinpay
Empieza el cruce del 'río' con el desplazamiento, a través de cable, del maman awqa, sujeto al cable por un artilugio de rama natural, en uve volteada o la llamada "kullawya", y amarrado a la cintura del nauta aéreo con correíllas de cuero; en llegando al extremo opuesto se baja. Las pallas lo reciben con franca alegría, le invitan un terrón de sal, hasta un bizcocho de la costa. Uno por uno van cruzando por el cable los demás. Casi todos, para enseñar sus destrezas, se detienen a media travesía,  puesto en vertical giran cual rosa náutica. Concluye la travesía aérea con el paso del awkin y del cajero.

### Sembrío
Después del «waru tsinpay», las dos danzas: awqa y tinya palla, los dos cajeros, los dos toros, los dos awkin y los famosos qatiraq (=fans) se dirigen a la iglesia. Van bailando por las calles, en la esquina aún dan un ofrecimiento a un caballero o a una dama respetable. Se posicionan frente a la iglesia, hacen una fogatilla de papeles, para simular la quema de matorrales secos, antes de la siembra. Luego uncen a los toros con un yugo y engarzan un arado «taklla», rotando los awkin van abriendo surcos imaginarios y las pallas van sembrando pétalos de flores andinas. Simbolismo del encuentro de dos etnias, de diferentes niveles culturales. La abrupta insensatez de los awqa hace estropicio del sembrío, y avientan las flores y ramillas por los aires.Cuando la noche se abate por los pliegues de los Andes,  el baile y la música van cubriendo los tramos finales de estas danzas que pronto terminarán y se ocultarán para emponcharse de ichus y rimarrimas hasta el próximo año.

## Mensaje simbólico
Julio C. Tello, quien recorrió la Sierra Oriental de Áncash, en 1919, plantea que desde el oriente hayan ingresado grupos humanos. Pero con la presencia plurimilenaria de Caral, cabe también la posibilidad de que de la Costa entraran hacia la Sierra, tal es así que llegan a la Cueva del Guitarrero en Yungay y de aquí hay varios pasos o desfiladeros, que permitieron acceder hacia la actual microrregión de Yanamayo. Iban con una sabiduría y tecnología ligadas a la agricultura, horticultura, cestería. Se asientan en Piscobamba, Yanama, Chacas, San Luis de Áncash, etc. En esas circunstancias es posible que desde la floresta, grupos humanos que vivían de la recolección de frutos, caza de animales silvestres y depredación de los patrimonios de los grupos sedentarios, hayan ingresado, precisamente cruzando el río Marañón. Toda esta posibilidad de entradas, contactos, cruce por río e integracción es lo que se lee en el desarrollo teatralizado de las danzas duales de Tinya palla y Awqa runa. Es una especie de lectura teatral de una historia que ocurrió hace muchos milenios y hasta puede haber sucedido varias veces.Culturas y sociedades en contacto a través de la historia.